# Sérgio Banhos
Sérgio Silveira Banhos (Rio de Janeiro) é um jurista e advogado brasileiro, ex-ministro do Tribunal Superior Eleitoral (TSE).

## Educação
Entre 1979 e 1983, Banhos estudou geologia, concluindo o curso na Universidade de Brasília. Em 1996, graduou-se em direito pelo Centro Universitário de Brasília, onde também especializou-se em ciência política no ano seguinte. Em 1990, concluiu mestrado em  Science and Technology Policies na  Science and Technology Policies, Inglaterra. Em 2007, tornou-se mestre em direito pela Pontifícia Universidade Católica de São Paulo e, em 2012, doutor em direito pela mesma instituição.

## Carreira
Em 1985, Banhos começou a trabalhar como analista de sistemas no Serviço Federal de Processamento de Dados (SERPRO), permanecendo nesta função até 1990. De 1991 a 1999, foi servidor público na Câmara dos Deputados, em cargo comissionado. Em 1999, tornou-se procurador na Procuradoria-Geral do Distrito Federal (PGDF).
De 2013 a 2014, Banhos atuou como membro designado da Seção do Distrito Federal da Ordem dos Advogados do Brasil (OAB). No Instituto Brasileiro de Direito Eleitoral (IBRADE), foi vice-presidente (2010-2015) e presidente (2015-2017) do conselho fiscal.

### Tribunal Superior Eleitoral

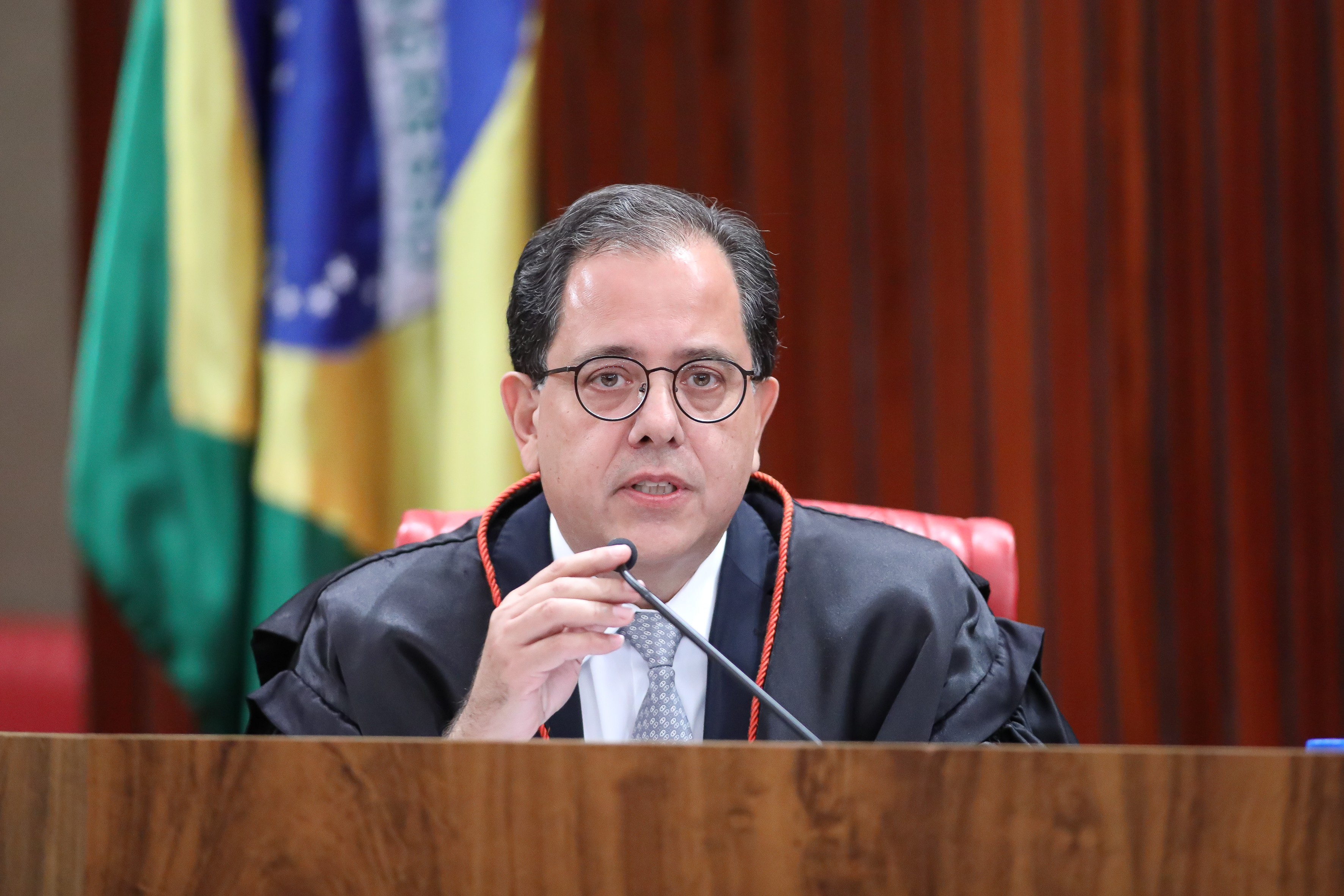
Sérgio Banhos em 2023.

Em 2017, o presidente Michel Temer nomeou Banhos como ministro substituto do Tribunal Superior Eleitoral (TSE), a partir de lista tríplice elaborada pelo Supremo Tribunal Federal (STF), para vaga destinada a jurista, sucedendo Admar Gonzaga, que fora designado como ministro efetivo da corte eleitoral. Foi empossado em 23 de agosto.
Em 2018, Banhos determinou que a União Nacional dos Estudantes (UNE) e o Facebook retirassem publicação contrária ao presidenciável Jair Bolsonaro, sob a argumentação de que violava a legislação eleitoral. No mesmo pleito, considerou "sabidamente inverídico" e suspendeu propaganda de Fernando Haddad que acusava Bolsonaro de ter votado contra a inclusão.
Em 2019, o Supremo Tribunal Federal incluiu Banhos em sua lista tríplice para o cargo de ministro efetivo do TSE, na vaga anteriormente ocupada por Admar Gonzaga. Banhos recebeu sete votos, ficando empatado com Carlos Horbach e atrás de Grace Mendonça, que obteve dez votos. O presidente Jair Bolsonaro optou por designar Banhos para o cargo, sendo empossado ministro efetivo em 16 de maio.
Em 2019, Banhos votou pela cassação do mandato da senadora Selma Arruda, bem como pela convocação de novas eleições para o cargo.
Deixou o cargo de ministro efetivo do TSE em 17 de maio de 2023, com o encerramento de seu segundo biênio.